# Jim Brogan
James Riley Brogan, detto Jim (Ardmore, 24 febbraio 1958), è un ex cestista statunitense, professionista nella NBA.